# Marianne Gundermann
Marianne Gundermann, auch Johanna Rudolph (Pseudonym), (* 20. August 1902 in Crimmitschau; † 29. Mai 1974 in Berlin) war eine deutsche Widerstandskämpferin gegen den Nationalsozialismus, Journalistin, Kulturfunktionärin, Händel-Forscherin und Nationalpreisträgerin in der Deutschen Demokratischen Republik (DDR).

## Leben

### Kommunistische Widerstandskämpferin
Gundermann, Tochter des jüdischen Mützenmachers Michael Gundermann und dessen Ehefrau Clara geb. Schlewinsky, schloss nach der Mittelschule die Handelsschule ab und war ab 1917 bei verschiedenen Verlagen in Berlin tätig. So auch bei der von Siegfried Jacobsohn gegründeten und später von Carl von Ossietzky herausgegebenen Wochenzeitschrift Die Weltbühne. 
1919 wurde sie zunächst Mitglied der Kommunistischen Arbeiterpartei Deutschlands (KAPD), einer Linksabspaltung der Kommunistischen Partei Deutschlands (KPD), die 1924 zur KPD zurückkehrte. Im selben Jahr wurde Gundermann Kulturredakteurin bei der Zeitschrift Klassenkampf, wurde aber 1930 wegen ihrer Zugehörigkeit zu den Versöhnlern, einer Strömung innerhalb der KPD, die die Führung um Ernst Thälmann aus verschiedenen Gründen kritisierte, aus der Redaktion ausgeschlossen. Von 1930 bis 1933 war sie Chefredakteurin der von Willi Münzenberg verlegten auflagestarken feministischen Illustrierten Zeitschrift Der Weg der Frau, die von Juli 1931 bis Januar 1933 in Berlin erschien.
Nach der Machtübernahme der Nationalsozialisten und dem Verbot der Zeitschrift Der Weg der Frau ging Gundermann in die Emigration nach Paris und war dort Mitarbeiterin der Roten Hilfe Deutschlands. 1934/35 hielt sie sich zeitweise illegal im Saargebiet auf und unterstützte kommunistische Widerstandsgruppen. Ihr 1923 geborener Sohn Rudolf fand 1934 Aufnahme im Internationalen Kinderheim Interdom in der russischen Stadt Iwanowo. Ende 1935 ging sie in die Sowjetunion.
Dort besuchte Gundermann bis 1936 die Internationale Lenin-Schule und arbeitete als Redakteurin. 1938 ging sie im Parteiauftrag in die Niederlande, wurde Mitglied der Exilleitung der KPD und organisierte in Amsterdam Abhördienste ausländischer Rundfunkstationen. Im April 1943 wurde sie von der Geheimen Staatspolizei (Gestapo) verhaftet.
In der Haft wurde Gundermann gefoltert, unternahm einen Suizidversuch und machte schließlich Angaben, die zur Verhaftung anderer führten. Von 1943 bis 1945 war sie Häftling in den Konzentrationslagern Ravensbrück und Auschwitz. Kurz vor dem Ende des Zweiten Weltkriegs wurde sie im März 1945 durch die Rettungsaktion der Weißen Busse des Roten Kreuzes gerettet und gelangte nach Schweden. Bis März 1946 war Gundermann als Redakteurin in Stockholm tätig.

### Journalistin und Funktionärin in der DDR
Im März 1946 kehrte Gundermann nach Berlin zurück. Wegen ihrer Aussagen bei der Gestapo erhielt sie ihre KPD-Mitgliedschaft nicht zurück. Trotzdem wurde sie Redakteurin, wenig später Hauptabteilungsleiterin beim Berliner Rundfunk. 
Nach Gründung der DDR wurde Gundermann Redakteurin, später Chef vom Dienst beim Zentralorgan der Sozialistischen Einheitspartei Deutschlands (SED), der Tageszeitung Neues Deutschland. 
Allerdings war ihre Position in der DDR nicht unbedingt gesichert. Als 1951 der Abteilungsleiter im Ministerium für Staatssicherheit (MfS) Paul Laufer ihre Akte überprüfte, stellte er missbilligend fest, dass sie früher zur Fraktion der Versöhnler gehört habe und außerdem Jüdin sei. Im Januar 1953 veröffentlichte das Neue Deutschland scharfe Angriffe gegen vermeintlich „demoralisierte bürgerliche jüdische Nationalisten“. Wegen ihrer jüdischen Herkunft musste sie befürchten, damit könne auch sie gemeint sein. Noch im selben Jahr mussten sie und ihr Chefredakteur Rudolf Herrnstadt das Neue Deutschland verlassen. Herrnstadt hatte über das Neue Deutschland die diktatorischen Methoden kritisiert, mit denen die Regierung die Normenerhöung im VEB Wohnungsbaukombinat durchsetzte.
1953 wechselte Gundermann als Literaturkritikerin zum Staatlichen Rundfunkkomitee. 1956 nahm die Zentrale Parteikontrollkommission (ZPKK) der SED Gundermann in die Partei auf. Im selben Jahr wechselte Gundermann zum Ministerium für Kultur und war dort langjährige Leiterin der Hauptabteilung Schöne Literatur. Als Hauptabteilungsleiterin des Ministeriums übernahm sie die Aufgaben einer Staatssekretärin, ohne diese Funktion formal zu erhalten.
1964 wurde Gundermann mit der Arbeit Händelrenaissance – Händels Rolle als Aufklärer zum Doktor der Philosophie promoviert. Sie trat mit weiteren Publikationen über Georg Friedrich Händel hervor, die internationale Beachtung fanden, und erhielt dafür 1969 zusammen mit Walther Siegmund-Schultze für „ihren Anteil an den bedeutenden Leistungen auf dem Gebiet der Händelforschung und Händelpflege“ den Nationalpreis der DDR III. Klasse für Kunst und Literatur.
1970 erkannte die ZPKK der SED ihre Parteimitgliedschaft rückwirkend bis 1919 an.

## Ehrungen
- 1959 Lessing-Preis
- 1959 Händel-Preis des Bezirks Halle (Saale)
- 1969 Nationalpreis der DDR

## Werke (Auswahl)
- Sabotage im Lager Auschwitz. In: Politische Information 13, Stockholm 1945.
- Der Humanist Arnold Zweig. Berlin 1955.
- Händel-Renaissance. Berlin 1960/69.
- Lebendiges Erbe. Reden und Aufsätze zur Kunst und Literatur. Leipzig 1972.